# Кардавиль
 Кардавиль  — село в Шатковском районе Нижегородской области. Входит в состав городского поселения рабочий посёлок Лесогорск.

## Название
Известный финно-угровед Г. И. Ермушкин считал, что название села Кардавиля (эрз. Кардавил') происходит от слов «калда/кардо» (изгородь) и «вил'/вэл’э» (село), что означает «огороженное село».
Краевед Е. И. Парадеев, в его ранних публикациях, считал, что название села происходит от слов «кардаз» и «вирь», что означает «лесной двор». Но в поздних работах он писал, что, по его мнению, выведение названия деревни как из слов «кардаз» (двор) и «веле» (село), так и из слов «кородомс» (защищать) или «кардамс» (запретить) не объясняют звук «л» в конце ойконима. Ввиду того, что село Кардавиль стоит на Кардавильском овраге, эрзянское название которого можно восстановить или как «Кардавлей» (от слов «кардави» — «укрощать» и «лей» — «ручей»), или как «Кардовлей» («кардо» — «хлев»), он допускает, что село получило название по оврагу.

## География
Село находится в юго-восточной части Нижегородской области на расстоянии приблизительно 17 километров по прямой на запад-юго-запад от поселка Шатки, административного центра района.

## История

### Золотая Орда
Неподалеку от села расположен кардавильский грунтовый и курганный могильник XIV—XVII веков, который исследовался начиная с 1926 года.

### Русское царство
В 1538 году Иван IV пожаловал Тахтамыша Азбердеева (во крещении — Ивана Шейсупова) по прозвищу «Казак» княжением над кардавильской мордвой. До Тахтамыша князем кардавильской мордвы был его отец Азбердей.
В 1555 году Иван IV подтвердил права Тахтамыша Азбердеева на княжение кардавильской мордвой.
В 1567 году княжением над кардавильской мордвой были пожалованы Борис и Давыд Ивановичи (Тахтамышевичи).
Интересно, что в середине XVI века у кардавильской мордвы князем был Азбердей и его потомки, а у кирдяновской мордвы — Сумарок Муратович и его потомки, но в писцовых книгах XVII века деревня Кардавиль входит в состав Кирдяновского беляка. А. В. Беляков и М. М. Акчурин, ввиду наличия в черновиках Саровского монастыря, датированных 1720-ми годами, упоминания о переселении макателемской и кардавильской мордвы из Кадомского уезда в Арзамасский, сделали предположение о том, что в Кардавиле произошла смена населения. Лингвистические исследования Г. И. Ермушкина также подтверждают переселение носителей говоров кардавильского типа (Большой Макателем, Кардавиль, Понетаевка, Корино) с низовьев реки Сатиса — со стороны села Теньгушева.
В 1628 году в деревне Кардавили было 53 жителя мужского пола в 34 дворах.
В «Книге письма и меры Дмитрея Юрьевича Пушечникова да подьячего Офонасья Костяева 7132 [1623/24]-го, и 7133 [1624/25]-го, и 7134 [1625/26]-го году Алатарскаго уезда татарским, и буртарским, и мордовским вотчинам бортным ухожьем.» деревня Кардавиль Арзамасского уезда упоминается 8 раз: Кирдавич, Кордовир, Кордавирь, Кудавирц, Кондавирь, Кердавир, Кердавирь, Кордавир.
В 1641 году в деревне Кардавили было 100 жителей мужского пола в 61 дворе.
В 1646 году в деревне Кардавили было 197 жителей мужского пола в 55 дворах.
В 1677 году в деревне Кардавили на речке Озерке Кирдяновского беляка Утишного стана Арзамасского уезда был 71 житель мужского пола в 31 дворе.
В 1719 году в деревне Кардавили было 68 жителей.

### Российская империя

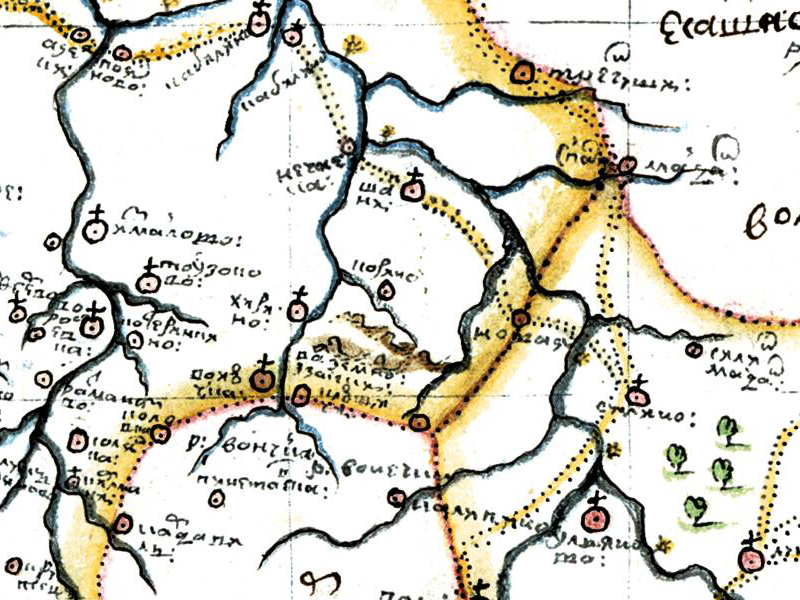
Деревня Кардавиль на ландкарте Арзамасского уезда 1725 года

В 1723 году в деревне Кардавили было 400 жителей обоих полов.
В 1742 году жители деревни Кардавиля приняли крещение от иерея Московского Архангельского собора Антипа Мартинианова.
В 1745 году в деревне Кардавили был 231 житель.
В 1796 году деревня Кардавиль, как и соседние деревни Корина и Понетаевка, пожалована действительному статскому советнику В. И. Баженову в вечное потомственное владение.
В 1837 году в деревне Кардавили была построена деревянная Церковь Покрова Богородицы, Кардавиль стал селом.
В 1859 году в селе Никольском-Кардавили при прудах 2-го стана Арзамасского уезда Нижегородской губернии было 606 жителей в 119 дворах: 310 мужчин и 305 женщин.
В 1868 году в селе Кардавили Казаковской волости было открыто сельское училище в училищном доме.
В 1869 году в училище села Кардавиля училось 26 мордовских учеников-мальчиков.
В 1873 году в училище села Кардавиля Казаковской волости был 1 учитель и 42 ученика-мальчика.
В 1874 году в училище села Кардавиля Казаковской волости был 1 учитель и 33 ученика-мальчика.
В 1875 году в училище села Кардавиля Казаковской волости было 2 учителя и 52 ученика-мальчика.
В 1876 году в училище села Кардавиля Казаковской волости было 2 учителя и 52 ученика-мальчика.
В 1897 году, на момент переписи населения, в селе Никольском-Кардавили было 855 жителей: 370 мужчин и 485 женщин.
В 1904 году была описана церковь села Кардавиля: храм деревянный Покрова Божией Матери, 1837 года постройки. Прихожан 1028 человек: 481 мужчина и 547 женщин. Иерей — А. В. Алферьев (1875 г.р.), псаломщик — И. М. Альбов (1887 г.р.), староста — П. М. Котин.
В 1906—1907 учебном году в училище села Кардавиля Пановской волости было 2 учителя и 72 ученика: 40 мальчиков и 32 девочки.
В 1911 году жители села Кардавиля (Кардовиля) Пановской волости Арзамасского уезда Нижегородской губернии относились к 3 крестьянским обществам (всего 233 двора):
- общество бывших Копьевой;
- общество бывшего Баженова;
- общество бывшего Тархова.

В 1914 году в селе Кардавили было 1066 жителей.
В 1915 году в селе Кардавили было 1066 жителей.
В 1916 году в селе Кардавили был 1071 житель.

### Советский Союз
В 1959 году в селе Кардавили было 533 жителя.
В 1964 году в селе Кардавили было 440 жителей.

### Российская Федерация
В 2002 году, на момент переписи населения, в селе Кардавили при рабочем поселке Лесогорске Шатковского района было 142 жителя: 68 мужчин и 74 женщины.
В 2010 году, на момент переписи населения, в селе Кардавили было 106 жителей: 51 мужчина и 55 женщин.

## Язык
Язык села Кардавиля относится к говорам кардавильского типа 4-й (верхнепьянской, северо-западной) группы говоров III-го (северо-западного) типа диалектов эрзянского языка.

## Население
| Численность мужского населения по годам |
|                                         |

## Улицы
- улица Механизаторов;
- улица Полевая.